# Лендьель, Арпад
Арпад Лендьель (венг. Lengyel Árpád; 4 сентября 1915 — 30 апреля 1993) — венгерский ватерполист и пловец, призёр Олимпийских игр и чемпион Европы.

## Карьера
Арпад Лендьель (вариант написания фамилии в соответствии с венгерской фонетикой: "Лэндел") родился в 1915 году в Капошваре. С 1933 года начал выступать за спортивный клуб Будапештского университета. В 1934 году завоевал золотую медаль чемпионата Европы, в 1936 году на Олимпийских играх в Берлине стал обладателем бронзовой медали в эстафете 4×200 м вольным стилем, в 1938 году завоевал бронзовую медаль чемпионата Европы. Четыре раза входил в сборную Венгрии по водному поло.
После Второй мировой войны эмигрировал в США.